# モハンメド・アルホイシ
- モハメド・アル・ホイシュ
- モハメド・アル＝ホイシュ
- ムハンマド・アル＝ホイシ

モハンメド・ハレド・アルホイシ（Mohammed Khaled al Hoish、アラビア語: محمد الهويش、1986年12月26日 - ）はサウジアラビアのサッカー審判員。2014年から国際サッカー連盟 (FIFA) に国際審判員として登録されている。

## 来歴
2011年にサウジ・プロフェッショナルリーグにて主審デビュー。以後、国内の主要大会で主審を務める。
国際試合では2015年3月26日の国際親善試合・バーレーン対コロンビアの試合を担当。AFCソリダリティーカップ2016でも2試合を担当した。2018年アジア大会ではグループリーグと準々決勝の2試合を担当している。
サウジアラビアで開催されたFIFAクラブワールドカップ2023では、準決勝の浦和レッズ対マンチェスター・シティ戦の主審を担当している。